# 霍爾茨米勒魏爾湖 (福格特)

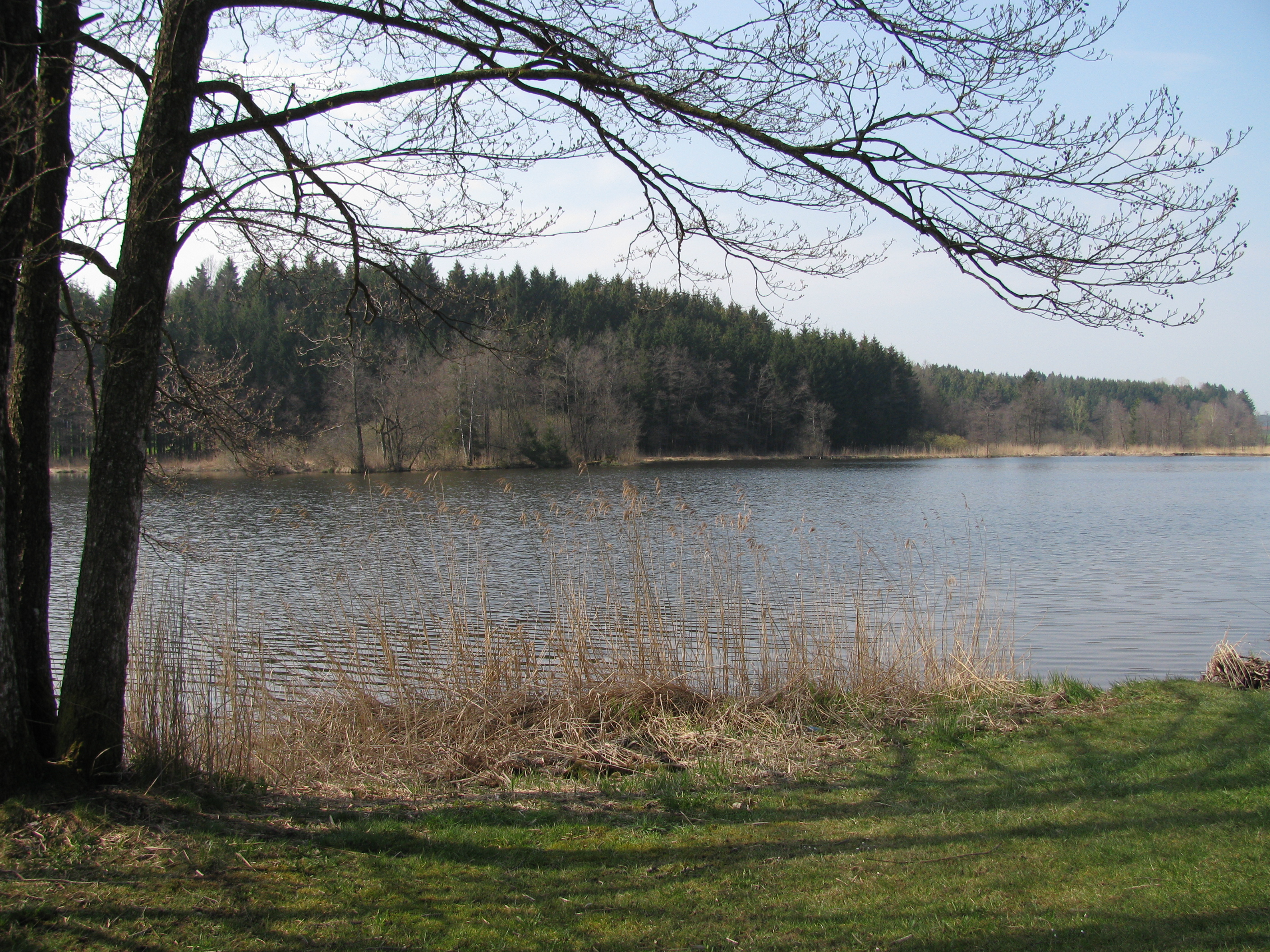

47°45′28″N 9°45′37″E / 47.75778°N 9.76028°E
霍爾茨米勒魏爾湖（德語：Holzmühleweiher），是德國的湖泊，位於該國西南部，由巴登-符騰堡州負責管轄，處於拉芬斯堡縣，面積0.03平方公里，海拔高度655米，平均水深1.5米，最大水深3.8米，水體容量4.8萬立方米。